# Gambia National Party
Die Gambia National Party (GNP) war eine politische Partei in Gambia.

## Geschichte
Die Gambia National Party wurde in der britischen Kolonie Gambia im Juli 1957 von einer kleinen Zahl gebildeter Bürger in Bathurst (damaliger Name von Banjul) gegründet. Die Führung der Partei unterstand E. J. Samba, einem Händler mit einer radikalen Gesinnung, Melvin B. Jones, einem Journalisten mit kritischen antikolonialen Ansichten; J. W. Bidwell-Bright, einem führenden Geschäftsmann und Kebba W. Foon, Wirtschaftsprüfer und Präsident der GNP. Mehrere Mitglieder der Parteiführung gründeten 1958 die Zeitung The Vanguard, deren inhaltliche Ausrichtung sich sehr stark an der Partei orientierte.
Die GNP konnte zwar nicht die breite Unterstützung der Bevölkerung finden, dennoch beteiligte sie sich an den Beratungen zur Erarbeitung der Verfassung unter Gouverneur Edward Henry Windley, die vor der vor den allgemeinen Wahlen in Britisch-Gambia 1960 in Kraft trat. Darüber zerstritten sich die Führer der Partei und die Partei spaltete sich.
Jones trat bei der Wahl 1960 als Parteiloser an und die GNP löste sich auf.